# Spider-Man, l'homme-araignée
Pour les articles homonymes, voir Spider-Man (homonymie).
Les Quatre Fantastiques L'Incroyable Hulk
Spider-Man, l'homme-araignée (Spider-Man: The Animated Series) est une série télévisée américaine d'animation en 65 épisodes de 21 minutes, produite par Stan Lee et Avi Arad d'après les aventures de Spider-Man, super-héros des comics publiés depuis 1962 par Marvel Comics, et diffusée entre le 19 novembre 1994 et le 31 janvier 1998 dans le bloc d'émissions Fox Kids. C'est la quatrième série du Marvel Animated Universe (MAU).

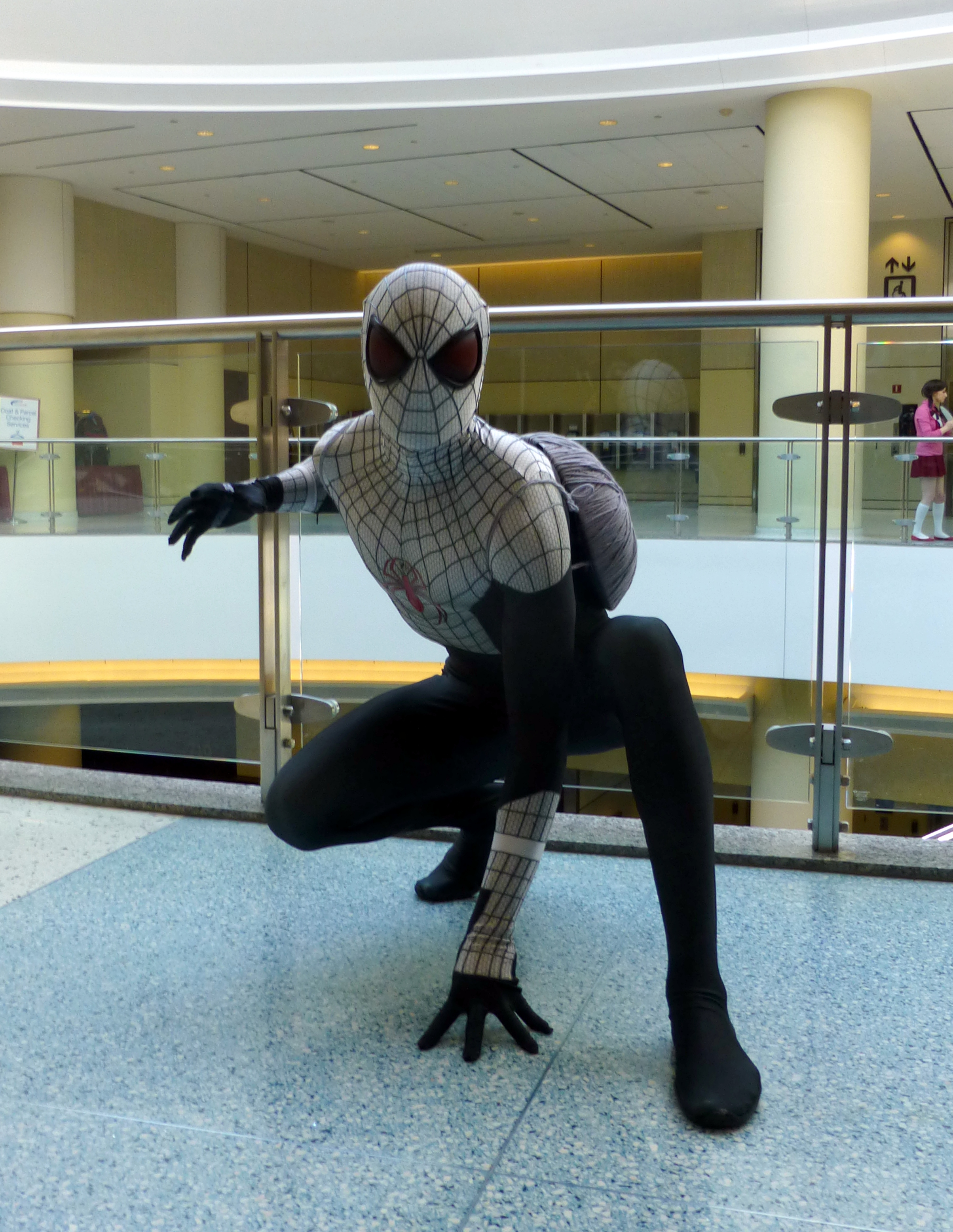
Spider-Man, l'homme-araignée

En France, la série a été diffusée entre le 27 mars 1996 et le 3 mars 1999 sur TF1, et au Québec à partir du 2 juin 1996 à Super Écran.

## Synopsis
La série raconte l'histoire de Peter Parker, âgé de 19 ans, lors de sa première année à l'Empire State University, et de son alter-ego de Spider-Man. Quand l'histoire commence, Peter a déjà acquis ses pouvoirs depuis quatre ans, est célibataire et photographe à temps partiel pour le Daily Bugle. La première saison nous présente la plupart des ennemis classiques de Spider-Man, dont le Caïd, Le Bouffon Vert, Le Lézard, Le Scorpion, le Dr Octopus, Mysterio, Rhino, le Shocker, Le Vautour et Le Caméléon, ainsi que des apparitions plus récentes, telles que Venom, Carnage, et le Super-Bouffon (appelé Faux-Bouffon-Vert dans la série). Spider-Man affronte aussi à la fin de la série Spider-Carnage, appelé Carnage dans la série (un ennemi peu connu). Durant la série, Peter Parker entretient des relations avec Mary Jane Watson, ainsi que Felicia Hardy et son alter ego, la Chatte Noire.
Dans les saisons suivantes, Spider-Man rencontre les autres justiciers de Marvel: X-Men, Les Quatre Fantastiques, Le Punisher, Blade, Daredevil, Iron Man, Captain America, Docteur Strange ou encore Nick Fury.

## Personnages

### Principaux
- Peter Parker/Spider-Man : photographe pour le Daily Bugle. Justicier qui veut aider les gens grâce à ses pouvoirs équivalent aux aptitudes d'une araignée.
- Mary Jane Watson : actrice et connaissance de tante May, elle fait la connaissance de Peter et tous les deux tombent amoureux l'un de l'autre. (41 épisodes)
- Tante May : tante aimante et fragile de Peter. Elle n'apprécie pas Spider-Man ne se doutant pas qu'il s'agit de son neveu. (35 épisodes)
- Wilson Fisk : puissant homme d'affaires corrompu qui cherche à nuire à l'homme araignée. Il se fait appeler le Caïd. (33 épisodes)
- J.Jonah Jameson : Rédacteur en chef du Daily Bugle, il déteste Spider-Man. Sa femme a été assassinée par un homme masqué. C'est la raison pour laquelle il déteste tous ceux qui portent un masque, y compris Spider-Man. (32 épisodes)
- Felicia Hardy : fille d'une riche femme d'affaires, Félicia flirte plus ou moins avec Peter et Flash. Après avoir été enlevée par le Doctor Octopus, elle développe à la suite d'une formule expérimentale, des pouvoirs (Force et agilité) et devient la Chatte Noire. (31 épisodes)

### Récurrents
- Robbie Robertson : journaliste au Daily Bugle. Il sait que Spider-Man est un vrai héros et le défend continuellement contre son patron et ami Jonah Jameson. (25 épisodes)
- Curtis Connors : scientifique et professeur, il deviendra un énorme lézard en tentant de faire repousser son bras. (23 épisodes)
- Harry Osborn : meilleur ami de Flash Thompson, il demande à Peter de devenir son colocataire. (21 épisodes)
- Alistair Smythe : à la suite de la mort de son père après avoir échoué de vaincre Spider-Man, Alistair s'associe avec le Caid pour anéantir l'homme araignée. (18 épisodes)
- Flash Thompson : ancien camarade de classe de Peter qui le brutalisait au lycée, il devient ami avec Harry Osborn et flirte avec Félicia et Debra. (16 épisodes)
- Debra Whitman : amie de Peter aimant la science et très intelligente. Elle est la sœur qu'il n'a jamais eu. (15 épisodes)
- Anna Watson : tante de Mary-Jane et meilleure amie de Tante May. (14 épisodes)
- Terri Lee : officier de police, elle défendra Spider-Man lorsque celui-ci sera accusé d'être un voleur. (13 épisodes)
- Norman Osborn : père froid d'Harry et directeur de l'entreprise Osborn. Le bouffon vert. (13 épisodes)
- Madame Web : alliée de Spider-Man venant d'un autre monde. (12 épisodes)
- Eddie Brock : reporter au Daily Bugle, il deviendra Venom. (11 épisodes)
- Liz Allen : ancienne camarade de classe de Peter. Elle est devenue la meilleure amie de Mary-Jane et aime beaucoup Harry Osborn. (7 épisodes)
- Mariah Crawford : femme scientifique de Kraven (6 épisodes)
- Margaret Connors : épouse du Dr Connors. (5 épisodes)
- Ben Parker : oncle de Peter, décédé. (4 épisodes)
- John Jameson : fils de Jonah et astronaute. (3 épisodes)
- Glory Grant : secrétaire au Daily Bugle. (2 épisodes)

## Épisodes

### Première saison (1994-1995)
1. Le Lézard de la nuit (Night of the Lizard)
2. L’Araignée-robot (The Spider Slayer)
3. Le Retour des Araignées-robots (Return of the Spider-Slayers)
4. La Menace de Mystério (The Menace of Mysterio)
5. La Science mène à tout (Docteur Octopus Armed and Dangerous)
6. La Piqûre du Scorpion (The Sting of the Scorpion)
7. Kraven le chasseur (Kraven The Hunter)
8. La Combinaison Extra-terrestre, 1re partie (The Alien Costume (Part 1))
9. La Combinaison Extra-terrestre, 2e partie (The Alien Costume (Part 2))
10. La Combinaison Extra-terrestre, 3e partie (The Alien Costume (Part 3))
11. Le Bouffon Vert, 1re partie (The Hobgoblin (Part 1))
12. Le Bouffon Vert, 2e partie (The Hobgoblin (Part 2))
13. Le Jour du Caméléon (Day of the Chameleon)

### Deuxième saison (1995-1996)
1. Les Six Affreux (The Insidious Six)
2. Une bataille sans Merci (Battle of the Insidious Six)
3. Une eau malsaine (Hydro-Man)
4. Une Potion Dangereuse (The Mutant Agenda)
5. La Revanche des Mutants (Mutants Revenge)
6. Morbius (Morbius)
7. Un justicier terrifiant (Enter The Punisher)
8. Le Combat des Chasseurs (Duel of the Hunters)
9. Blade, le Chasseur de Vampires (Blade the Vampire Hunter)
10. Le Vampire immortel (The Immortal Vampire)
11. La Table du temps (Tablet of Time)
12. Les Ravages du temps (Ravages of Time)
13. Le Cri du Vautour (Shriek of the Vulture)
14. Le Cauchemar final (The Final Nightmare)

### Troisième saison (1996)
1. Un étrange docteur (Doctor Strange)
2. Faites un vœu (Make a Wish)
3. L’Attaque de l’OctoRobot (Attack of the Octobot)
4. Bouffonerie (Enter the Green Goblin)
5. Une bonne leçon (Rocket Racer)
6. Pris au piège (Framed)
7. Un allié précieux (The Man Without Fear)
8. Un adversaire inattendu (The Ultimate Slayer)
9. Une vieille rancune (Tombstone)
10. Le Retour de Venom (Venom Returns)
11. Carnage (Carnage)
12. Les Trous noirs (The Spot)
13. Le Combat des Bouffons (Goblin Wars)
14. Une soirée à risque (Turning Point)

### Quatrième saison (1997)
1. Coupable (Guilty)
2. Le Chat (The Cat)
3. La Beauté du Diable (The Black Cat)
4. Le Retour de Kraven (The Return Of Kraven)
5. La Belle équipe (Partners)
6. Le Réveil (The Awakening)
7. La Reine des Vampires (The Vampire Queen)
8. Le Retour du Bouffon Vert (The Return Of The Green Goblin)
9. La Recherche de Mary Jane (The Haunting Of Mary Jane)
10. Le Roi des lézards (The Lizard King)
11. Une bonne leçon (The Prowler)

### Cinquième saison (1997-1998)
1. Le Mariage (The Wedding)
2. Les Six Combattants oubliés, 1re partie (Six Forgotten Warriors, Chapter I)
3. Les Six Combattants oubliés, 2e partie : L’Héritage oublié (Six Forgotten Warriors, Chapter II: Unclaimed Legacy)
4. Les Six Combattants oubliés, 3e partie : Le Secret des Six (Six Forgotten Warriors, Chapter III: Secrets of the Six)
5. Les Six Combattants oubliés, 4e partie : Les Six reviennent se battre (Six Forgotten Warriors, Chapter IV: The Six Fight Again)
6. Les Six Combattants oubliés, 5e partie : Le Prix de l’héroïsme (Six Forgotten Warriors, Chapter V: The Price of Heroism)
7. Le Retour d’Hydro-man, 1re partie (The Return of Hydro-Man (Part 1))
8. Le Retour d’Hydro-man, 2e partie (The Return of Hydro-Man (Part 2))
9. Les Guerres secrètes, 1re partie : Un conflit venu d'ailleurs (Secret Wars, Chapter I: Arrival)
10. Les Guerres secrètes, 2e partie : Une opération manquée (Secret Wars, Chapter II: The Gauntlet of the Red Skull)
11. Les Guerres secrètes, 3e partie : Un monde parfait (Secret Wars, Chapter III: Doom)
12. Le Dernier Combat, 1re partie : Des alliés inattendus (Spider Wars, Chapter I: I Really, Really Hate Clones)
13. Le Dernier Combat, 2e partie : Adieu, Spider-Man (Spider Wars, Chapter II: Farewell, Spider-Man)

## Distribution

### Voix originales
- Christopher Daniel Barnes : Spider-Man/Peter Parker
- Sara Ballantine : Mary Jane Watson
- Linda Gary : Tante May (1994–1995)
- Julie Bennett : Tante May (1996-1998)
- Edward Asner : J. Jonah Jameson
- Rodney Saulsberry : Robbie Robertson
- Jennifer Hale : Black Cat/Felicia Hardy
- Gary Imhoff : Harry Osborn
- Patrick Labyorteaux : Flash Thompson
- Liz Georges : Debra Whitman
- Philip Abbott : Nick Fury (1994–1996), Wardell Strom
- Eddie Albert : Le Vautour
- Jack Angel : Nick Fury (1997–1998)
- Hank Azaria : Venom/Eddie Brock
- Leigh-Allyn Baker : Alisha Silvermane
- Lauren Tom : Burdine Chong-Yu
- Majel Barrett : Anna Watson
- Susan Beaubian : Calypso/Dr Mariah Crawford
- Gregg Berger : Kraven le chasseur, Mystério
- Earl Boen : Beyonder, Crâne Rouge
- Nicky Blair : Hammerhead
- Roscoe Lee Browne : Le Caïd/Wilson Fisk
- Joseph Campanella : Lézard/Dr Curt Connors
- Maxwell Caulfield : Alistair Smythe
- Scott Cleverdon : Carnage
- Jeff Corey : Silvermane
- Jim Cummings : Shocker
- Mira Furlan : Silver Sable
- Ed Gilbert : Dormammu
- Mark Hamill : Super-Bouffon/Jason Macendale
- Dorian Harewood : Tombstone
- Robert Hays : Iron Man
- David Hayter : Captain America
- Nick Jameson : Michael Morbius, Richard Fisk
- Tony Jay : Baron Mordo
- Alan Johnson : Le Vautour jeune
- Martin Landau : Le Scorpion (1994–1996)
- Joan Lee : Madame Web
- Dawnn Lewis : Lt. Terri Lee
- Richard Moll : Scorpion (1997)
- Neil Ross : Bouffon vert/Norman Osborn
- Don Stark : Rhino
- David Warner : Herbert Landon
- Efrem Zimbalist Jr. : Docteur Octopus
- Edward Albert : Daredevil
- Dimitra Arliss : Anastacia Hardy (1996)
- Billy Atmore : Rocket Racer
- James Avery : War Machine
- Robert Axelrod (en) : Microchip
- Michael Des Barres : Jackson Weele
- John Beck : Le Punisher
- Bob Bergen : Ned Leeds
- Mary Kay Bergman : Gwen Stacy
- George Buza : Le Fauve
- Nell Carter : Glory Grant
- Cam Clarke : Mister Fantastic
- Townsend Coleman : Silvermane adulte
- Alyson Court : Jubilé
- Rachel Davies : Agent X
- Catherine Disher : Jean Grey
- Cathal J. Dodd : Wolverine
- Roy Dotrice : Destroyer
- Walker Edmiston : Whizzer
- Quinton Flynn : La Torche Humaine
- Toby Scott Ganger : Billy Connors
- Kathy Garver : Miss America, Gila
- Caroline Goodall : Vanessa Fisk
- Barbara Goodson : Ashley Kafka
- J. D. Hall : Blade
- Jonathan Harris : Miles Warren
- Amy Hill : agent Susan Choi
- Michael Horton : John Jameson
- Wanda De Jesus : Dr Silvia Lopez
- Tom Kane : Docteur Fatalis
- Brian Keith : Oncle Ben
- John Phillip Law : John Hardesky/Cat
- Stan Lee : lui-même
- Giselle Loren : Margaret Connors
- Gail Matthius : La Femme Invisible
- Rue McClanahan : Anastacia Hardy (1995)
- Malcolm McDowell : Whistler (1996)
- Iona Morris : Martha Robertson, Storm (1998)
- Oliver Muirhead : La Tache, Whistler (1997)
- Edward Mulhare : Spencer Smythe
- Lois Nettleton : Nora
- Nichelle Nichols : Miriam the Vampire Queen
- Laurie O'Brien : Genevieve
- Rob Paulsen : Hydro-Man
- Patrick Pinney : La Chose
- Chris Potter : Gambit
- Philip Proctor : Electro/Rheinholdt Schmidt
- Don Reed : Clay Marks
- Alfonso Ribeiro : Randy Robertson
- Peter Mark Richman : Peter Parker âgé
- Hansford Rowe : Thunderer
- Marla Rubinoff : Liz Allen
- Tim Russ : Le Rôdeur
- Michael Rye : Farley Stillwell
- Cedric Smith : Professeur X
- Norm Spencer : Cyclope
- George Takei : Wong
- John Vernon : Docteur Strange
- Paul Winfield : Black Marvel/Omar Moseley
- Lenore Zann : Malicia

### Voix françaises
- Nicolas Marié : Peter Parker/Spider-Man, Spider-Carnage
- Évelyne Séléna : Mary-Jane Watson, Tante May, Tornade, Jean Grey
- Michel Bedetti : Jonah Jameson, le Caïd, le Fauve, Tony Stark/Iron-Man
- Jean-Luc Kayser : Docteur Octopus, Robbie Robertson, Blade, le Lézard (ép. 1), Silvermane, Wolverine, Baron Mordo James Rhodes/War Machine
- Dominique Dumont : Félicia Hardy/la Chatte Noire, Malicia
- Olivier Destrez : Herbert Landon (voix 1), Morbius, Norman Osborn/le Bouffon vert (voix 2), Tombstone, Hydro-Man, Hammerhead (voix 1), Dormammu, Johnny Storm/la torche humaine
- Jean-François Kopf : Eddie Brock/Vénom, Scorpion, Mystério, Rhino, Kraven, Norman Osborn (voix 1), Professeur Charles Xavier
- Sébastien Desjours : Alistair Smythe, Harry Osborn, Gambit, le Vautour (jeune)
- Claire Guyot : Burdine Chong-Yu
- Claude Chantal : Madame Web
- Marc Saez : Super-Bouffon, Punisher, Cletus Kasady/Carnage, Hammerhead (voix 2), Flash Thompson, le Lézard, Crâne Rouge, Cyclope, Shocker (1 épisode), Electro
- Gérard Surugue : Herbert Landon (voix 2), Shocker, Nick Fury, Daredevil, Rôdeur, Captain America, Robbie Robertson (quelques épisodes), Big Wheel
- Ninou Fratellini : Sergent Lee
- Michel Dodane : Black Marvel, la Chose
- Marie-Laure Beneston : Miss America, Silver Sable
- Bernard Tiphaine : Docteur Fatalis
- Philippe Catoire : Shocker, Mercenaire
- Sylvie Jacob : Maria « Taïna » Elizando
- Régis Lang : Ben Parker (ép. 65)

- - Société de Doublage : SOFI

## Éditions en vidéo

### En VHS
La série animée a été en partie éditée en VHS entre 1996 et 1999 par TF1 Vidéo. Chaque VHS contient 3 épisodes.
1. Spider-Man et les Araignées Robots
2. Spider-Man s'affaiblit
3. Spider-Man contre Mystério
4. Spider-Man contre le Bouffon Vert
5. Spider-Man et les Trous Noirs
6. Spider-Man face à Venom
7. Spider-Man est pris au Piège
8. Spider-Man et les Extra-Terrestres
9. Spider-Man et l'Octorobot
10. Spider-Man et les X-Men
11. Spider-Man contre Morbius
12. Spider-Man et le Chasseur de Vampires
13. Spider-Man contre l'homme Oiseau
14. Spider-Man et la Piqure du Scorpion
15. Spider-Man Rencontre le Chat
16. Spider-Man et les Combattants Oubliés
17. Spider-Man et le Retour du Bouffon Vert
18. Spider-Man retrouve Kraven
19. Spider-Man et Le Roi des Lézards

### En DVD
La série a été intégralement éditée en 11 DVD, sorties de 2009 à 2012, toujours éditée par TF1 Vidéo. Chaque DVD contient 6 épisodes sauf le onzième qui en contient 5.
1. Les Araignées-robots
2. La Vengeance du Bouffon Vert
3. Le Jour du Caméléon
4. Spider-Man contre Morbius
5. L'Attaque de l'Octorobot
6. Le Retour de Daredevil
7. L'Indestructible Venom
8. Spider-Man contre Kraven
9. Le Roi des Lézards
10. Captain America et les 6 Combattants Oubliés
11. Le Dernier Combat

Note 1 : Les DVDs 4 et 5 comportent un problème de chronologie. Le DVD 4 contient les épisodes 19, 20, 21, 24, 25, 22. Et le DVD 5 contient les épisodes 23, 26, 27, 28, 29, 30.
Note 2 : Dans le coffret DVD, l'épisode Le Rôdeur dispose du même titre que l'épisode Une bonne leçon. Bien que ces deux épisodes possèdent le même titre, ce sont bien deux épisodes différents.

## Commentaires
La série reste incomplète car certaines intrigues n'ont pas été résolues : par exemple, Spider-Man ignore toujours l'identité de la Chatte Noire.
Venom, et Mary Jane Watson restent toujours coincés dans une autre dimension. Dans le dernier épisode, Spider-Man était supposé retrouver Mary Jane qui avait été emportée dans une autre dimension, mais l'épisode se termine avant même que Spider-Man ait réussi à la retrouver même si on peut supposer que Madame Web l'ait aidé à la retrouver. Dans ce cas, le sort final de Venom et de Captain America restent inconnus. Cependant la serie X-Men ’97, donc la suite de la serie X-Men de 1992, montre une scène ou Peter et Mary Jane sont ensembles, ce qui est censé confirmer qu'ils ont enfin pu se retrouver.
Du côté des Méchants : Hydro-Man et Mystério et son amante Miranda Wilson sont morts. Crâne Rouge et Electro sont prisonniers dans une dimension. Dormammu est prisonnier de sa dimension avec Carnage. Le Bouffon vert (Norman Osborn) est prisonnier d'une autre dimension et Harry est à l'hôpital pour se faire soigner. Richard Fisk, Tombstone et le Super-Bouffon sont en prison. Enfin, Kraven devient l'ami de Spiderman et part vivre heureux avec Maria Crawford. Blade et Morbius deviennent aussi amis avec Spiderman et partent avec la Chatte Noire à la recherche de Miriam (la mère de Blade).
Cependant plusieurs méchants sont toujours en liberté : Docteur Octopus, Scorpion, Rhino, Shocker, le Vautour, Mordo et Miriam Brooks.
Enfin le sort final de certains méchants reste inconnu : Alisa Silvermane, son père, Herbet Landon, Hammerhead, Alistair Smythe, (c'est inconnu s'il restera un mutant cyborg ou redeviendra un simple être humain), son père Spencer Smythe est toujours en suspension cryogénique, (c'est inconnu si son fils réussira à le ramener), et le docteur Miles Warren. The Owl est présumé tué hors de l'écran durant la Guerre des Gangs de New York.
En septembre 2025, une suite en comics de 5 numéros verra le jour.